# Timbaki
Timbaki (grec Τυμπάκι, normalment transliterat Tymbaki) és un poble de la prefectura d'Iràklio, a la costa sud de l'illa de Creta, inclòs al municipis de Festos des de la reforma del pla Kalikrates del 2011. El territori del poble és a la costa sud de l'illa de Creta, entre Agia Galini i Matala, a la plana de Messara, que és travessada pel riu Geropotamos. Al cens de l'any 2001 tenia una població d'unes 10 mil persones. L'any 2005 es va parlar de construir-hi un gran port de contenidors amb una zona franca, cap al 2009 es va abandonar definitivament el projecte per la crisi econòmica i per la forta oposició de la població local.